# طن نفط مكافئ
طن نفط مكافئ (بالإنجليزية: tonne of oil equivalent)‏ أو (toe) هي وحدة طاقة وتعريفها كالآتي: هي كمية الطاقة الناتجة عن احتراق 1 طن من النفط الخام، وهي تعادل نحو 42 جيجا جول. (ونظرا لأن الأنواع المختلفة من النفط الخام لها سعرات حرارية مختلفة فقد اتفق دوليا على تعريف طن النفط الخام toe ، إلا أنه يوجد رغم ذلك عدة تعريفات تختلف قليلا فيما بينها، انظر أسفله).
ويستخدم طن النفط المكافئ في تعيين الكميات الكبيرة من الطاقة بحيث يمكن للإنسان تخيلها، مثل اختيار القول "الطاقة الناتجة عن 1000 طن من النفط " عن القول "طاقة مقدارها 42.000 مليار جول.
كما تستخدم في الإنجليزية أعداد كبيرة أخرى لطن النفط المكافئ، مثل «ميجا طن» = مليون طن = Mtoe. وكذلك «جيجا طن» = مليار طن = Gtoe .

## تعريفات
تعرف وكالة الطاقة الدولية International Energy Agency طن النفط المكافئ toe بالقيمة 
41,868 جيجا جول.
أو 11.63 ميجا واط.ساعة.
وتستخدم بعض المؤسسات التعريفات التالية:
1 طن نفط مكافئ = 41.87 جيجا جول
1 طن نفط مكافئ = 11و7 أو 33و7 أو 4و7 مكافئ برميل النفط.
1 طن بترول مكافئ يعادل في الطاقة المتجددة 217و45 جيجا جول.
- حيث: طن بترول مكافئ = TPE